# Hyposmocoma argomacha
Hyposmocoma argomacha — вид моли эндемичного гавайского рода Hyposmocoma.

## Распространение
Обитает на Килауэа, южном берегу острова Кауаи.

## Личиночная стадия
Гусеница H. argomacha — беловатая, продолговатой формы, питается сассапарелью. В отличие от большинства других видов данного рода гусеницы H. argomacha не плетут шёлковых коконов.